# الیمپوس پن ایی-پی‌ال۲
الیمپوس پن ایی-پی‌ال۲ (به انگلیسی: Olympus PEN E-PL2) یک دوربین عکاسی ساخت شرکت الیمپوس است.